# 辰巳台地区
辰巳台地区（たつみだいちく）は、千葉県市原市の地区のうち市原市役所辰巳台支所が管轄する地区のことを言う。

## 概要
辰巳台地区は、旧市原郡市原町時代から始まった辰巳台団地開発事業によって人口が増加した地域を市原市役所市原支所の管轄から除き、独立した支所が管轄することで成立した地区である。団地部分のみを管轄しているため人口密度は高いが総人口はあまり多くない。

## 地名

### 地区名の由来
元々この地にあった小字から団地名をとった。地区名は団地名が由来となっている。

### 構成町丁字
- 辰巳台東
- 辰巳台西

## 団地開発事業
辰巳台地区は全域が辰巳台団地として開発された地区である。
| 年度     | 1959年から1965年       |
| 換地処分 | 1963年                 |
| 主体     | 千葉県辰巳団地建設協会 |
| 面積     | 160ha                  |
| 計画戸数 | 7,150戸                |
| 計画人口 | 28,600人               |

## 沿革
- 1959年 - 辰巳台団地の開発事業が開始される。
- 1961年 - 市原町立辰巳台小学校開校。
- 1963年5月1日 - 市原市市制施行。市原市の辰巳台地区に。
- 1964年 - 辰巳台団地完工
- 1966年4月1日 - 市原市立辰巳台小学校から分離して市原市立辰巳台東小学校開校。辰巳台小は辰巳台西小に名称変更。
- 1973年 - 団地の人口が17,662人で最大となる。
- 1984年3月10日 - 市原市立辰巳台公民館が市原市役所辰巳台支所の移転併設で開館。

## 人口
2017年11月1日現在の人口は以下の通りである。
|                | 世帯数    | 人口     |
| -------------- | --------- | -------- |
| 辰巳台東       | 3,250世帯 | 7,567人  |
| 辰巳台西       | 1,924世帯 | 4,341人  |
| 辰巳台地区合計 | 5,174世帯 | 11,908人 |

## 施設
- 市原市役所辰巳台支所
- 市原市立辰巳台公民館
- 市原市立辰巳台東小学校
- 市原市立辰巳台西小学校
- 市原市立辰巳台中学校
- 千葉労災病院
- イオンタウンたつみ台店

## 交通

### 鉄道
- JR東日本内房線 - 八幡宿駅
- 京成千原線 - ちはら台駅
  - 京成千原線の延伸計画で辰巳台地区内に駅を設置する計画があり、用地が確保されているが、計画は凍結されている。

### バス
- 小湊鐵道